# 인도식 기수법
인도식 기수법(印度式記數法, 영어: Indic numbering system)은 남아시아(인도, 파키스탄, 방글라데시, 스리랑카, 네팔, 부탄, 아프가니스탄, 몰디브)에서 큰 숫자를 표현하는 데 사용된다. "래크(lakh)"라는 용어 또는 1,00,000(십만, 인도 아대륙 밖에서는 100,000으로 표기함) 또는 "크로르(crore)"라는 용어 또는 1,00,00,000(천만, 인도 아대륙 밖에서는 10,000,000으로 표기함)은 인도식 기수법에서 큰 숫자를 표현하기 위해 인도 영어에서 가장 일반적으로 사용되는 용어이다.
인도 아대륙에 대한 영국의 식민 통치가 끝난 이후, 현대의 인도와 인접한 국가에서는 남아시아식 기수법(영어: South Asian numbering system)으로 불린다.

## 같이 보기
- 과학적 표기법